# 商業事件審理法
《商業事件審理法》是中華民國政府為迅速、妥適、專業處理重大商業紛爭，健全公司治理，提升經商環境，以促進經濟發展，所制定的法律。共有八十一條。

## 外部連結
- 商業事件審理法-全國法規資料庫（页面存档备份，存于）
- 立法院─制定商業事件審理法